# ピエラ 愛の遍歴
『ピエラ 愛の遍歴』（ピエラあいのへんれき、伊: Storia di Piera）は、1983年に製作されたイタリア・フランス・西ドイツの映画。マルコ・フェレーリ監督。
1983年に第36回カンヌ国際映画祭コンペティション部門に出品された。

## キャスト
- エウジェニア：ハンナ・シグラ
- ピエラ：イザベル・ユペール
- ロレンツォ：マルチェロ・マストロヤンニ
- 幼い娘のピエラ：ベッティーナ・グルン

## 受賞・ノミネート
| 映画賞・映画祭   | 部門           | 対象               | 結果       |
| ---------------- | -------------- | ------------------ | ---------- |
| カンヌ国際映画祭 | パルム・ドール | マルコ・フェレーリ | ノミネート |
| カンヌ国際映画祭 | 女優賞         | ハンナ・シグラ     | 受賞       |